# Johnny Mathis (popzanger)
John Royce 'Johnny' Mathis (Gilmer, Texas, 30 september 1935) is een Amerikaanse popzanger en entertainer.

## Carrière
Johnny Mathis is sinds 1957 onder contract bij het platenlabel Columbia Records, maar tussen 1963 en 1967 publiceerde hij echter enkele albums bij Mercury Records. Vooral zijn kerstalbums werden steeds weer bestsellers. Merry Christmas (1958) kreeg bijvoorbeeld vijf keer platina. Daarnaast is het album Johnny's Greatest Hits uit hetzelfde jaar een mijlpaal in de hithistorie. 490 weken bleef de hitverzameling in de Amerikaanse hitlijst en het is na The Dark Side of the Moon van Pink Floyd de langst geklasseerde lp in de pophistorie.
Zijn grootste hits zijn It's Not for Me to Say (1957), Chances Are (1957, VS, 1e plaats), The Twelfth of Never (1957), A Certain Smile (1958), Someone (1959), Misty (1959), My Love for You (1960), Gina (1962), What Will Mary Say (1963), Life Is a Song Worth Singing (1974), I'm Stone in Love with You (1975), When a Child Is Born (1976, UK, 1e plaats), Too Much, Too Little, Too Late (1978, VS, 1e plaats, duet met Deniece Williams), Gone Gone Gone (1979) en Friends in Love (1982, duet met Dionne Warwick). Na zijn succesvolle hitduetten met Dionne Warwick en Deniece Williams, waarmee hij in 1978 het album That's What Friends Are For opnam, stond Johnny Mathis zeer vaak met andere prominente, vrouwelijke collega's in de studio, waaronder Barbra Streisand, Barbara Dickson, Angela Bofill, Patti Austin, Gladys Knight, Paulette McWilliams, Stephanie Lawrence, Jane Olivor en Nana Mouskouri. Tot zijn grote voorbeelden telt bovendien de zangeres Lena Horne, wier stijl hij naar eigen zeggen imiteerde.
Mathis streefde in het bijzonder in de jaren 1970 naar muzikale veelzijdigheid. De albums I'm Coming Home (1973) en Mathis is … (1977) werden geproduceerd door de Philly soul-legende Thom Bell. Een jaar later ontstond de lp The Heart of a Woman, geproduceerd door Johnny Bristol, die voorheen als songwriter en producent van talloze hits voor Motown verantwoordelijk was. Op de albumcover toonde Mathis zich in jeans en open hemd ongewoon nonchalant. Op het hoogtepunt van de discogolf nam de zanger net als zijn crooner-collega's Frank Sinatra en Andy Williams liederen in deze stijl op. Het album The Best Days of my Life (1979) bevatte meerdere disco-beïnvloede nummers, waaronder de Britse hit Gone, Gone, Gone (15e plaats), ook als de nog in hetzelfde jaar gepubliceerde lp Mathis Magic. Zo ontstonden ook disco-versies van de bekende Cole Porter-standards Night and Day en Begin the Beguine. Op Mathis' lp Different Kinda Different (1980) bevindt zich bovendien zijn interpretatie van de disco-klassieker I Will Survive.
Ook tegenwoordig publiceert Mathis regelmatig platen, die de trouw van zijn fans aanduiden. Voorts is hij een uiterst populaire concert-attractie. In 2006 maakte Mathis jazz-opnamen met de Big Phat Band.
In december 2017 verscheen met The Voice of Romance: The Columbia Original Album Collection een veelomvattende presentatie van zijn totale carrière. De 68 cd's omvattende box bevat meerdere studio-albums, bovendien talrijke niet eerder gepubliceerde opnamen, waaronder het album I Love my Lady, een door Nile Rodgers geproduceerd disco-project, dat stilistisch aan Rodgers' Chic-platen aanleunt.

## Discografie

### Singles
- 1957:	Chances Are
- 1957:	It's Not for Me to Say (met Ray Conniff)
- 1957:	No Love (But Your Love) (met Ray Ellis and His Orchestra)
- 1957:	The Twelfth of Never (met Ray Conniff and His Orchestra)
- 1957:	Wild Is the Wind (met Ray Ellis and His Orchestra)
- 1957:	Wonderful Wonderful
- 1958:	A Certain Smile (met Ray Ellis and His Orchestra)
- 1958:	All the Time (met Ray Ellis and His Orchestra)
- 1958:	Call Me (met Ray Ellis and His Orchestra)
- 1958:	Come to Me (met Ray Ellis and His Orchestra)
- 1958:	Teacher, Teacher (met Ray Ellis and His Orchestra)
- 1958:	Winter Wonderland (met Percy Faith and His Orchestra)
- 1959: It's Not for Me to Say
- 1959:	Let's Love (met Ray Ellis and His Orchestra)
- 1959:	Misty (met Glenn Osser and His Orchestra)
- 1959:	Small World (met Glenn Osser and His Orchestra)
- 1959:	Someone (met Ray Ellis and His Orchestra)
- 1959:	The Best of Everything (met Glenn Osser and His Orchestra)
- 1959:	The Story of Our Love (met Glenn Osser and His Orchestra)
- 1959:	You Are Beautiful (met Ray Ellis and His Orchestra)
- 1960: Don't Blame Me
- 1960: I Just Found Out About Love
- 1960:	How to Handle a Woman
- 1960:	Maria (met Glenn Osser and His Orchestra)
- 1960:	My Love for You (met Glenn Osser and His Orchestra)
- 1960:	Starbright (met Glenn Osser and His Orchestra)
- 1961: Christmas Eve
- 1961: Laurie, My Love
- 1961: Love Look Away
- 1961: My Kind of Christmas
- 1961: My Love for You
- 1961: You Set My Heart to Music
- 1961:	Wasn't the Summer Short? (met Ray Ellis and His Orchestra)
- 1962: Chances Are
- 1962: Everything's Coming Up Roses
- 1962: That's the Way It Is
- 1962: Unaccustomed as I Am
- 1962:	Gina (met Don Costa & Orchestra)
- 1962:	Marianna (met Pete King & His Orchestra)
- 1962:	Sweet Thursday
- 1963: The Little Drummer Boy
- 1963:	Come Back (met Don Costa & Orchestra)
- 1963:	Every Step of the Way (met Glenn Osser & Orchestra)
- 1963:	I'll Search My Heart (met Don Costa & Orchestra)
- 1963:	Sooner or Later (met Don Costa & Orchestra)
- 1963:	What Will Mary Say (met Don Costa & Orchestra)
- 1963:	Your Teenage Dreams (met Don Costa & Orchestra)
- 1964: The Fall of Love
- 1964:	Bye Bye Barbara (met Don Costa & Orchestra)
- 1964:	Listen Lonely Girl
- 1964:	Taste of Tears (met Don Costa & Orchestra)
- 1965: Danny Boy
- 1965: Sweetheart Tree
- 1965: Take the Time
- 1965:	On a Clear Day You Can See Forever
- 1966: Moment to Moment
- 1966: So Nice (Samba de verao)
- 1966: The Impossible Dream
- 1966: The Shadow of Your Smile
- 1967: Don't Talk to Me
- 1967: Misty Roses
- 1967: Two Tickets and a Candy Heart
- 1968: Among the First to Know
- 1968: The 59th Street Bridge Song (Feelin' Groovy)
- 1968: Venus
- 1968: You Make Me Think About You
- 1969: Give Me Your Love for Christmas
- 1969: Whoever You Are, I Love You
- 1969:	Love Theme from "Romeo and Juliet"
- 1970: Evil Ways
- 1970: Midnight Cowboy (uit de Film Asphalt-Cowboy)
- 1970: Odds and Ends
- 1970: Pieces of Dreams
- 1970: Wherefore and Why
- 1971: Long Ago and Far Away
- 1971: Sign of the Dove
- 1971: Ten Times Forever More
- 1972: If We Only Have Love
- 1972: Make It Easy on Yourself
- 1973: Show and Tell
- 1973: Soul & Inspiration / Just Once in My Life (medley)
- 1973: Take Good Care of Her
- 1973: What Will My Mary Say
- 1973:	I'm Coming Home
- 1973:	Life Is a Song Worth Singing
- 1974: Sweet Child
- 1975: Feel Like Makin' Love
- 1975: Only You (And You Alone)
- 1975: Sail on White Moon
- 1975: Woman Woman
- 1975:	I'm Stone in Love with You
- 1976: 99 Miles from L. A.
- 1976: Stardust
- 1976: Yellow Roses on Her Gown
- 1976:	When a Child Is Born
- 1977: Arianne
- 1977: Loving You – Losing You
- 1977: Sweet Love of Mine
- 1977: Sweet Surrender
- 1978: Until You Come Back to Me (That's What I'm Gonna Do) (met Deniece Williams)
- 1978: You Light Up My Life
- 1978:	Too Much, Too Little, Too Late (met Deniece Williams) Alarmschijf
- 1978:	You're All I Need to Get By (met Deniece Williams)
- 1979: Begin the Beguine
- 1979: No One but the One You Love
- 1979: The Last Time I Felt Like This (met Jane Olivor)
- 1979:	Gone, Gone, Gone
- 1980: Different Kinda Different (met Paulette McWilliams)
- 1980: I'll Do It All for You (met Paulette McWilliams)
- 1980: Midnight Blue
- 1980: Three Times a Lady
- 1980: You Saved My Life (met Stephanie Lawrence)
- 1981:	When a Child Is Born (met Gladys Knight & the Pips)
- 1982: Somethin's Goin' On
- 1982:	Friends in Love (met Dionne Warwick)
- 1983: Got You Where I Want You (met Dionne Warwick)
- 1983: One Love
- 1984: Love Won't Let Me Wait (met Deniece Williams)
- 1984:	Dreamin'
- 1984:	Simple
- 1985: Hooked On Goodbye
- 1985: Just One Touch
- 1986: It Might as Well Be Spring (met Henry Mancini, uit de musical State Fair)
- 1986: Where Can I Find Christmas?
- 1988: Daydreamin' (remix)
- 1988: I'm on the Outside Looking In

### Albums
- 1956: Johnny Mathis
- 1957:	Swing Softly
- 1957:	Warm (met Percy Faith and His Orchestra)
- 1957:	Wonderful Wonderful
- 1958:	Good Night, Dear Lord
- 1959:	Heavenly / Ride on a Rainbow
- 1959:	Open Fire, Two Guitars
- 1960: Rhythms of Broadway
- 1960:	Faithfully
- 1960:	Johnny’s Mood
- 1960:	The Rhythms and Ballads of Broadway
- 1961:	I'll Buy You a Star
- 1962:	Live It Up!
- 1962:	Rapture
- 1963:	Johnny
- 1963:	Romantically
- 1964: Ballads of Broadway
- 1964: Olé
- 1964:	Tender Is the Night
- 1964:	The Wonderful World of Make Believe
- 1964:	This Is Love
- 1965: Away from Home
- 1965: The Young Americans Presented by Johnny Mathis (met The Young Americans)
- 1965:	Love Is Everything
- 1965:	The Sweetheart Tree
- 1966: Ein Abend mit Johnny Mathis
- 1966:	So Nice
- 1966:	The Shadow of Your Smile
- 1967:	Johnny Mathis Sings
- 1967:	Up, Up and Away
- 1968:	Love Is Blue
- 1968:	Those Were the Days
- 1969: Sings the Music of Bert Kaempfert
- 1969:	Love Theme from Romeo and Juliet
- 1969:	People
- 1969:	The Impossible Dream
- 1970: Johnny Mathis
- 1970:	Close to You
- 1970:	Raindrops Keep Falling on My Head
- 1971: Sings of Love
- 1971: Tenderly
- 1971:	Johnny Mathis Sings the Music of Bacharach & Kaempfert
- 1971:	Love Story
- 1971:	You've Got a Friend
- 1972: This Guy’s in Love with You
- 1972:	In Person – Recorded Live at Las Vegas (Mathis' enige livealbum in de hitlijst) opgenomen in het Caesars Palace
- 1972:	Song Sung Blue / Make It Easy on Yourself (UK)
- 1972:	The First Time Ever (I Saw Your Face)
- 1973: Embraceable You
- 1973:	I'm Coming Home
- 1973:	Killing Me Softly with Her Song
- 1973:	Me and Mrs. Jones
- 1974:	The Heart of a Woman
- 1975: Heavenly and Faithfully (2 lp's)
- 1975:	Feelings
- 1975:	When Will I See You Again
- 1976:	I Only Have Eyes for You
- 1977:	Hold Me, Thrill Me, Kiss Me / Sweet Surrender
- 1977:	Mathis Is …
- 1978:	That's What Friends Are For (met Deniece Williams)
- 1978:	You Light Up My Life
- 1979:	Mathis Magic
- 1979:	The Best Days of My Life
- 1980: Night & Day
- 1980:	Different Kinda Different / All For You
- 1980:	Tears and Laughter
- 1981: 99 Miles from L. A.
- 1981:	Celebration – The Anniversary Album
- 1982:	Friends in Love
- 1983:	Unforgettable: Tribute to Nat 'King' Cole (met Natalie Cole)
- 1984: Live
- 1984:	A Special Part of Me
- 1985: Right from the Heart
- 1986:	The Hollywood Musicals (met Henry Mancini)
- 1988: Once in a While
- 1989: In the Still of the Night
- 1990: In a Sentimental Mood: Mathis Sings Ellington
- 1992:	Better Together – The Duet Album
- 1993: How Do You Keep the Music Playing? – The Songs of Michel Legrand and Alan & Marilyn Bergman
- 1996:	All About Love
- 1998: Because You Loved Me: The Songs of Diane Warren
- 2000: Mathis on Broadway
- 2005: Isn't It Romantic: The Standards Album
- 2008:	A Night to Remember
- 2010: Let It Be Me – Mathis in Nashville
- 2015: Life Is a Song Worth Singing (2 cd's)

### Kerstalbums
- 1959:	Merry Christmas (van 1958 tot 1962 jaarlijks in de hitlijst, VS: 5-voudig-platina)
- 1963: Sounds of Christmas
- 1969: Give Me Your Love for Christmas
- 1972: Christmas with Johnny Mathis and the Ray Conniff Singers (met The Ray Conniff Singers)
- 1973: Christmas with Johnny Mathis and Percy Faith (met Percy Faith)
- 1975: Merry Christmas (met Percy Faith & His Orchestra)
- 1978: When a Child Is Born
- 1984: For Christmas
- 1985: Christmas with Johnny Mathis
- 1986: Christmas Eve with Johnny Mathis
- 1993:	The Christmas Music of Johnny Mathis: A Personal Collection
- 1999: Listen! It's Christmas (feat. CeCe Winans en het London Symphony Orchestra)
- 2002:	The Christmas Album
- 2005: Winter Wonderland
- 2006:	A 50th Anniversary Christmas Celebration
- 2013:	Sending You a Little
- 2014: The Classic Christmas Album

### Compilaties
- 1958: Johnny's Greatest Hits
- 1959: More Johnny's Greatest Hits
- 1961: Portrait of Johnny
- 1963: Johnny's Newest Hits
- 1964: I'll Search My Heart and Other Great Hits
- 1964: The Great Years
- 1968: The Magic of Johnny Mathis (2 lp's)
- 1969: I Just Found Out About Love!
- 1971: Greatest Hits Vol. 3
- 1972: Johnny Mathis' All-Time Greatest Hits
- 1973: Johnny Today
- 1973: The Early Years (2 lp's)
- 1973: The Johnny Mathis Collection (2 lp's)
- 1973: The Johnny Mathis Treasury (box met 6 lp's)
- 1974: Sings the Great Songs (2 lp's)
- 1974: What 'll I Do
- 1976: The Best of Johnny Mathis
- 1977: Greatest Hits Volume IV
- 1977: The Johnny Mathis Collection / The Mathis Collection (VK)
- 1978: Johnny Mathis
- 1978: The Best of Johnny Mathis (2 lp's)
- 1978: When a Child Is Born
- 1981: The Best of Johnny Mathis 1975–1980
- 1981: The First 25 Years – The Silver Anniversary Album
- 1982: Wonderful
- 1986: 16 Most Requested Songs
- 1988: Love Songs
- 1989: I'm Stone in Love with You
- 1991: The Hits of Johnny Mathis
- 1996: The Love Songs
- 1997: The Global Masters (dubbel-cd met opnamen uit 1963-1966)
- 1998: Sings the Standards
- 1998: The Ultimate Hits Collection
- 1999: Super Hits
- 2004: The Essential Johnny Mathis
- 2006: Collections
- 2006: Gold: A 50th Anniversary Celebration
- 2006: The Very Best Of
- 2007: Discover
- 2008: 12th of Never (2 cd's)
- 2008: The Collection
- 2011: The Ultimate Collection

### Ep's
- 1957: Will I Find My Love Today
- 1957: Too Close for Comfort
- 1957: Day In Day Out
- 1957: It's Not for Me to Say / Chances Are
- 1958: Wonderful, Wonderful
- 1958: Come to Me
- 1958: While We're Young
- 1958: Warm, Vol. 2
- 1958: Kol Nidre (met Percy Faith and His Orchestra)
- 1958: Let Me Love You
- 1958: Twelfth of Never
- 1958: The Great Johnny Mathis Sings Ave Maria
- 1958: A Handful of Stars
- 1958: Ave Maria
- 1958: Winter Wonderland / White Christmas
- 1958: Merry Christmas, Vol. II
- 1959: There Goes My Heart
- 1959: Four Hits!
- 1959: Swing Low
- 1959: It's De Lovely!
- 1959: Call Me / All the Time
- 1959: Meet Mister Mathis
- 1959: Christmas with Johnny Mathis
- 1960: Tenderly
- 1960: Eli Eli
- 1960: Like Someone in Love
- 1960: So Nice
- 1960: Moonlight and Mathis
- 1960: Call Me
- 1961: I Am in Love
- 1961: Let's Do It
- 1961: Four Show Hits
- 1961: It's Love
- 1961: I'll Be Seeing You
- 1961: Secret Love
- 1962: Rapture
- 1962: Ring the Bell!
- 1962: The Party's Over
- 1962: Live It Up – No. 1
- 1962: Live It Up – No. 2
- 1962: Live It Up – No. 3
- 1964: Mathis on Broadway
- 1966: The Shadow of Your Smile
- 1967: Show Time

### NPO Radio 2 Top 2000
Van Johnny Mathis stond alleen Too Much, Too Little, Too Late (met Deniece Williams) in 1999 in de NPO Radio 2 Top 2000, op plek 1843.

## Video's
- 1990: Home for Christmas
- 1991: Chances Are
- 2001: Live by Request
- 2006: Johnny Mathis Live: Wonderful, Wonderful – A Gold 50th Anniversary Celebration

- Biblioteca Nacional de España: XX1025437
- Bibliothèque nationale de France: cb13897220p (data)
- Gemeinsame Normdatei: 119068052
- International Standard Name Identifier: 0000 0000 8161 0791
- Library of Congress Control Number: n82063192
- MusicBrainz: 48896dee-a985-424d-9849-84802f7e79c9
- Nationale Bibliotheek van Tsjechië: xx0031279
- Nationale Bibliotheek van Israël: 987007330152805171
- Nederlandse Thesaurus van Auteursnamen: 071027947
- Système universitaire de documentation: 084121564
- Trove: 1169484
- Virtual International Authority File: 85492424
- WorldCat: E39PBJkdh3dWwPgyFYkrd4hWDq